# هيلين بريسيلا كراب
هيلين بريسيلا كراب (بالإنجليزية: Helen Priscilla Crabb)‏ هي فنانة نيوزيلندية، ولدت في 24 نوفمبر 1891 في بالميرستون نورث في نيوزيلندا، وتوفيت في 5 مارس 1972 في ويلينغتون في نيوزيلندا.